# Malier
Die Malier (altgriechisch Μαλιεῖς Malieís) waren ein altgriechischer Volksstamm, der in der Mündungsebene des Spercheios in Mittelgriechenland lebte.

## Topographie
Das Siedlungsgebiet der Malier erstreckte sich über das Kallidromos-Gebirge, grenzte im Osten an die Thermopylen und wurde im Norden von dem nach ihnen benannten Malischen Golf (Maliakos Kolpos) begrenzt. Im westlichen Spercheiostal grenzte ihr Gebiet an das der Ainianen, die Thermopylen verbanden sie mit Lokrien. Hauptort der Malier war Trachis bei den Trachinischen Felsen.

## Geschichte
426 v. Chr. wandten sich die Malier im Krieg gegen die Oitaier um Hilfe an Sparta. Die Spartaner gründeten dann Herakleia Trachis in der Nähe von Trachis. In den folgenden Jahrzehnten waren die Malier vollkommen von Sparta abhängig, bis sie sich im Korinthischen Krieg gegen die Spartaner erhoben. In diesem Krieg verloren sie das Gebiet südlich des Spercheios, Herakleia Trachis fiel an die Oitaier, und die neue Hauptstadt der Malier wurde Lamia weiter im Nordwesten, deren Namen sich wahrscheinlich von Malis ableitete.
Gemeinsam mit den Oitaiern und Ainianen waren die Malier Mitglieder des Korinthischen Bundes und ab ca. 235 v. Chr. gehörten sie zum Aitolischen Bund. 189 v. Chr. wurden sie an Achaia Phthiotis angeschlossen und galten seitdem als Thessalier.

## Kult
In der Stadt Anthele auf dem Gebiet der Malier befand sich ein bedeutendes Demeterheiligtum, frühestes Zentrum der pylaiisch-delphischen Amphiktyonie, der auch die Malier angehörten.